# Amphiura candida
Amphiura candida är en ormstjärneart som beskrevs av Ljungman 1867. Amphiura candida ingår i släktet Amphiura och familjen trådormstjärnor. Inga underarter finns listade i Catalogue of Life.